# Finlands jägarförbund
Finlands jägarförbund (finska: Metsästäjäliitto) är ett finländskt förbund som arbetar för att främja jakt, viltvård och naturupplevelser samt ett hållbart nyttjande av naturresurserna. Finlands jägarförbund grundades år 1921. Jägarförbundets medlemmar är distrikten, som består av jaktföreningarna med tillhörande medlemmar, samt distriktens personmedlemmar. Förbundets kontor är beläget i Riihimäki.
Tidigare har förbundet kallats Finlands allmänna jägarförbund. Förbundet ger ut en egen tidning som kallas Jahti – Jakt.

## Distrikten
Jägarförbundets 16 distrikt omfattar hela Finland, med Åland som undantag. Distriktets högsta beslutande organ är distriktets årsstämma, som sammanträder en gång per år. Distrikten är självständiga organisationer som har förbundit sig att följa förbundets verksamhetsprinciper. Verksamhetsledaren har ansvar för distriktets verksamhet under ledning av distriktsstyrelsen.
Jägarförbundets 16 distrikt:
- Egentliga Finland
- Kajanaland
- Kymmene
- Lappland
- Mellersta Finland
- Mellersta Österbotten
- Norra Tavastland
- Norra Karelen
- Norra Savolax
- Nyland
- Satakunta
- Storsavolax
- Svenska Österbotten
- Södra Tavastland
- Uleåborg
- Österbotten